# ألوتشة سبلان
ألوتشة سبلان هي قرية في مقاطعة سرعين، إيران. عدد سكان هذه القرية هو 121 في سنة 2006.